# Ouraltaou
L'Ouraltaou (en russe : Уралтау) est l'un des massifs les plus longs de l'Oural. Il s'étend sur 290 kilomètres en Bachkirie et dans l'oblast de Tcheliabinsk dans les territoires des raïons de Baïmak, de Bourzian, d'Abzelilovo, de Beloretsk et d'Outchaly. Sa largeur varie de 10 à 20 kilomètres dans sa partie centrale.
C'est un massif de basse montagne aux sommets peu élevés en comparaison avec les montagnes de l'Oural plus à l'ouest. Il ne culmine qu'à 1 068 mètres d'altitude dans le raïon de Beloretsk. Une partie de son territoire occidental se trouve comprise dans le parc national de Bachkirie.

## Hydrographie
L'Ouraltaou se trouve à la ligne de partage des eaux de rivières de l'Oural méridional dont le cours se déroule à l'est et se jettent dans l'Oural et d'autres dont le cours se déroule à l'ouest et se jettent dans la Belaïa, affluent de la Kama.

## Géologie
L'Ouraltaou est formé principalement de schistes et de quartzites.

## Source
- (ru) Cet article est partiellement ou en totalité issu de l’article de Wikipédia en russe intitulé « Уралтау » (voir la liste des auteurs).